# 杜伊斯堡剧院

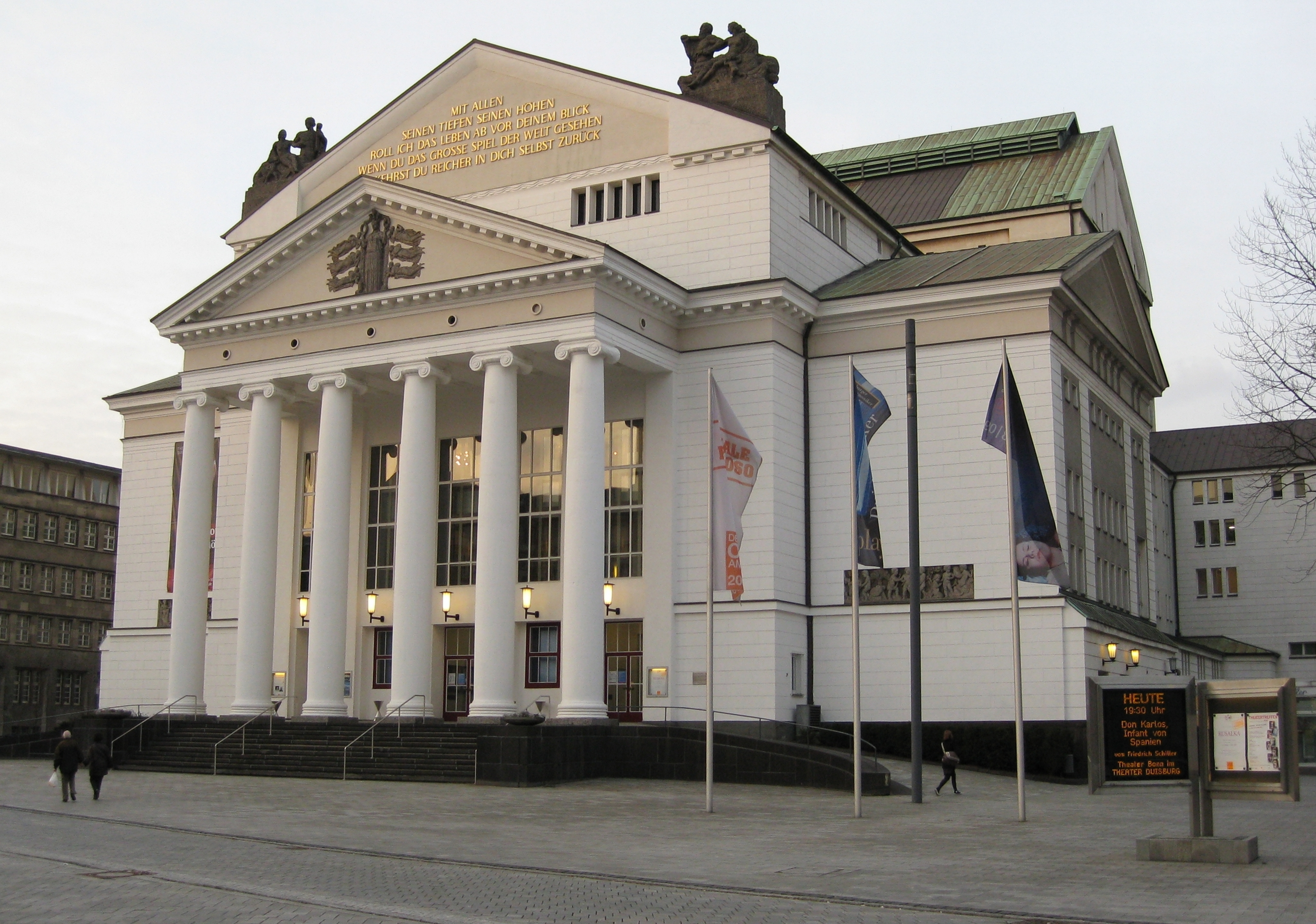

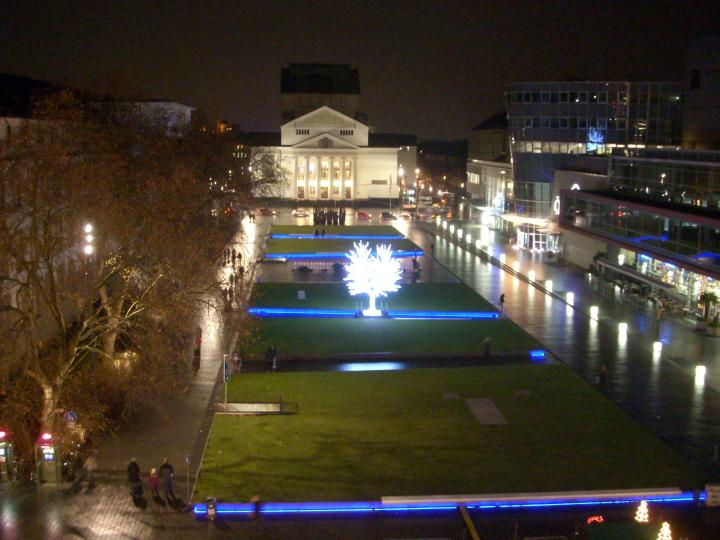
圣诞节的亨利国王广场

杜伊斯堡剧院（Theater Duisburg）位于德国杜伊斯堡市中心的亨利国王广场（König-Heinrich-Platz），是莱茵德意志歌剧院的两个演出歌剧院之一，另一个是位于杜塞尔多夫的杜塞尔多夫歌剧院。

## 历史
剧院最初建于1912年，在第二次世界大战期间被毁，1950年重建。2006年9月28日，由于建于1956年的杜塞尔多夫歌剧院进行翻建，莱茵德意志歌剧院公司的战后复业50周年庆祝活动在杜伊斯堡举行，演出了理查德·施特劳斯的《厄勒克特拉》。该公司的首演于1956年9月29日举行。